# Fiume e Fonti del Clitunno
Fiume e Fonti del Clitunno este o arie protejată (arie specială de conservare — SAC, sit de importanță comunitară — SCI) din Italia întinsă pe o suprafață de 16 ha, integral pe uscat.

## Localizare
Centrul sitului Fiume e Fonti del Clitunno este situat la coordonatele 42°50′10″N 12°45′33″E / 42.83618°N 12.75904°E.

## Înființare
Situl Fiume e Fonti del Clitunno a fost declarat sit de importanță comunitară în iunie 1995 pentru a proteja 46 de specii de animale. Situl a fost protejat și ca arie specială de conservare în august 2014.

## Biodiversitate
Situată în ecoregiunea mediteraneană, aria protejată conține 6 habitate naturale: Ape puternic oligomezotrofe cu vegetație bentonică cu Chara spp., Galerii de Salix alba și de Populus alba, Lacuri eutrofice naturale cu vegetație de tip Magnopotamion sau Hydrocharition, Pajiști umede mediteraneene cu ierburi înalte de Molinio-Holoschoenion, Liziere de ierburi înalte hidrofile de câmpie și de nivel montan până la alpin, Cursuri de apă de la nivel de câmpie la nivel montan, cu vegetație Ranunculion fluitantis și Callitricho-Batrachion.
La baza desemnării sitului se află mai multe specii protejate:
- păsări (40): lăcar mare (Acrocephalus arundinaceus), lăcar-de-lac (Acrocephalus scirpaceus), pițigoi codat (Aegithalos caudatus), ciocârlie-de-câmp (Alauda arvensis), pescăruș albastru (Alcedo atthis), lăstunul mare (Apus apus), cucuvea (Athene noctua), sticlete (Carduelis carduelis), Cettia cetti, florinte (Chloris chloris), Cisticola juncidis, cioară neagră (Corvus corone), prepeliță (Coturnix coturnix), cuc (Cuculus canorus), pițigoi albastru (Cyanistes caeruleus), lăstun de casă (Delichon urbicum), presură sură (Emberiza calandra), presură bărboasă (Emberiza cirlus), vânturel roșu (Falco tinnunculus), cinteză (Fringilla coelebs), găinușă de baltă (Gallinula chloropus), rândunică (Hirundo rustica), capîntortură (Jynx torquilla), privighetoare (Luscinia megarhynchos), codobatură galbenă (Motacilla alba), codobatură de munte (Motacilla cinerea), codobatura galbenă (Motacilla flava), grangur (Oriolus oriolus), pițigoi mare (Parus major), vrabie de câmp (Passer montanus), fazan (Phasianus colchicus), coțofană (Pica pica), pițigoi-pungar (Remiz pendulinus), mărăcinar negru (Saxicola torquatus), cănăraș (Serinus serinus), turturică (Streptopelia turtur), graur (Sturnus vulgaris), silvie cu cap negru (Sylvia atricapilla), mierlă (Turdus merula), pupăză (Upupa epops)
- amfibieni (1): Triturus carnifex
- mamifere (1): liliac cu picioare lungi (Myotis capaccinii)
- nevertebrate (1): Coenagrion mercuriale
- pești (3): cicar (Lampetra planeri), Rutilus rubilio, Telestes muticellus

Pe lângă speciile protejate, pe teritoriul sitului au mai fost identificate 8 specii de plante, 1 specie de păsări, 3 specii de amfibieni, 13 specii de mamifere, 3 specii de nevertebrate, 4 specii de pești, 7 specii de reptile.